# Balatonfüredi járás
A Balatonfüredi járás Veszprém vármegyéhez (korábban: Veszprém megyéhez) tartozó járás Magyarországon 2013-tól, székhelye Balatonfüred. Területe 357,75 km², népessége 24 250 fő, népsűrűsége pedig 68 fő/km² volt 2013 elején. Egy város (Balatonfüred) és 21 község tartozik hozzá.
A Balatonfüredi járás a járások 1983-as megszüntetése előtt is létezett. 1908-ban szervezték Zala vármegyében, 1946-ban átcsatolták Veszprém vármegyéhez, az 1950-es megyerendezéstől kezdve Veszprém megyéhez tartozott, és 1956-ban fszűnt meg. Székhelye mindvégig Balatonfüred volt.

## Települései
| Település      | Rang (2013. július 15.) | Közös hivatal | Kistérség (2013. január 1.) | Népesség | Terület (km²) |
| -------------- | ----------------------- | ------------- | --------------------------- | -------- | ------------- |
| Balatonfüred   | járásszékhely város     | Balatonfüred  | Balatonfüredi               | 12 966   | 46,45         |
| Alsóörs        | község                  | Alsóörs       | Balatonalmádi               | 2 036    | 33,34         |
| Aszófő         | község                  | Tihany        | Balatonfüredi               | 427      | 8,32          |
| Balatonakali   | község                  | Tihany        | Balatonfüredi               | 658      | 36,2          |
| Balatoncsicsó  | község                  | Zánka         | Balatonfüredi               | 220      | 13,2          |
| Balatonszepezd | község                  | Zánka         | Balatonfüredi               | 368      | 25,06         |
| Balatonszőlős  | község                  | Balatonfüred  | Balatonfüredi               | 624      | 12,81         |
| Balatonudvari  | község                  | Tihany        | Balatonfüredi               | 301      | 18,8          |
| Csopak         | község                  | Csopak        | Balatonfüredi               | 1 759    | 23,98         |
| Dörgicse       | község                  | Balatonfüred  | Balatonfüredi               | 258      | 19,12         |
| Lovas          | község                  | Alsóörs       | Balatonfüredi               | 442      | 5,95          |
| Monoszló       | község                  | Zánka         | Balatonfüredi               | 107      | 7,46          |
| Óbudavár       | község                  | Zánka         | Balatonfüredi               | 54       | 3,23          |
| Örvényes       | község                  | Tihany        | Balatonfüredi               | 136      | 4,46          |
| Paloznak       | község                  | Csopak        | Balatonfüredi               | 428      | 8,8           |
| Pécsely        | község                  | Balatonfüred  | Balatonfüredi               | 538      | 20,01         |
| Szentantalfa   | község                  | Zánka         | Balatonfüredi               | 432      | 6,61          |
| Szentjakabfa   | község                  | Zánka         | Balatonfüredi               | 111      | 5,76          |
| Tagyon         | község                  | Zánka         | Balatonfüredi               | 88       | 2,76          |
| Tihany         | község                  | Tihany        | Balatonfüredi               | 1 369    | 27,33         |
| Vászoly        | község                  | Balatonfüred  | Balatonfüredi               | 235      | 8,55          |
| Zánka          | község                  | Zánka         | Balatonfüredi               | 794      | 19,55         |